# Levada Center
Il Levada Center è un'organizzazione russa indipendente e non governativa, che compie sondaggi e ricerche sociologiche, riconosciuta dalla Federazione Russa come agente straniero, ai sensi della legge sugli agenti stranieri del 2012. Prende il nome dal suo fondatore, il primo professore russo di sociologia Yuri Levada (1930-2006). Il Centro fa risalire la sua storia al 1987, quando fu fondato il Centro di ricerca sull'opinione pubblica di tutta l'Unione (VTsIOM) sotto la guida dell'accademica Tatyana Zaslavskaya.

## Storia
Il Levada Center è stato formato nel 1987-88 come Centro di ricerca (in russo ВЦИОМ?), sotto la direzione di Tatyana Zaslavskaya, Boris Grushin, Valery Rutgajzer e Yuri Levada. VTsIOM è stata la prima organizzazione a svolgere indagini di massa rappresentative all'interno della popolazione russa. Tatyana Zaslavskaya, ora presidente onorario del Levada Center, ha guidato VTsIOM nel 1987-1992, seguita da Yuri Levada dal 1992 al 2003.
Nell'agosto 2003 l'Agenzia federale per la gestione delle proprietà statali ha tentato di assumere il controllo del Centro inserendo funzionari governativi nel consiglio di amministrazione del VTsIOM. Tutti i dipendenti di VTsIOM si sono dimessi in risposta e hanno continuato il loro lavoro con un nuovo nome, VTsIOM-A. Quando il Servizio federale antimonopolio ha vietato loro di utilizzare questo nome, la nuova organizzazione è stata ribattezzata "Levada Analytical Center", più semplicemente, Levada Center.
Il Levada Center ha continuato i programmi di ricerca avviati dal suo collettivo negli anni '90-2000. Uno dei progetti più grandi è lo studio "The Soviet Person", o Homo Sovieticus, russo: Советский человек, in cui gli specialisti hanno utilizzato sondaggi per monitorare e identificare tendenze significative nello sviluppo sociale della società russa negli ultimi 15 anni.

### Fondazione di VTsIOM
La fondazione e lo sviluppo dell'agenzia si sono intrecciati con la carriera del suo fondatore, Yuri Levada, il primo professore a insegnare sociologia all'Università statale di Mosca. Durante il disgelo politico avviato da Nikita Chruščëv, al Levada Center fu permesso di effettuare sondaggi limitati dell'opinione pubblica. In un sondaggio venne affermato che pochi in realtà leggevano l'editoriale Pravda, notoriamente prolisso; e la Pravda denunciò rapidamente il sociologo. Nel 1972, il suo istituto fu chiuso durante un'epurazione dell'era Brežnev di circa 200 sociologi da istituti di ricerca e università.
Levada fu reintegrata dal leader riformista sovietico Mikhail Gorbaciov mentre era in corso la glasnost'. Ha continuato a fondare il Centro All-Union per lo studio dell'opinione pubblica (VTsIOM) nel 1987, che è stato ribattezzato Centro All-Russian per lo studio dell'opinione pubblica dopo la fine dell'Unione Sovietica nel 1991.
In un'intervista, Yuri Levada si riferisce a Tatyana Zaslavskaya e Boris Grushin come i fondatori di VTsIOM nel 1987. Yuri afferma di essere stato invitato da loro a unirsi a VTsIOM.

### Scioglimento e fondazione del Levada Center
VTsIOM è diventato ampiamente rispettato per la sua obiettività e professionalità tra accademici e giornalisti sia in Unione Sovietica che in Occidente. Negli anni '90, i sondaggi dell'agenzia si sono guadagnati la reputazione di essere molto affidabili.
Sebbene VTsIOM non abbia ricevuto fondi statali e si sia finanziato con contratti elettorali del settore privato dalla disgregazione dell'Unione Sovietica nel 1992 al 2003, l'agenzia sarebbe rimasta sotto il controllo statale. Ciò ha permesso alla Federazione Russa di nominare un nuovo consiglio di amministrazione nel settembre 2003, composto principalmente da funzionari statali, per sovrintendere al lavoro di VTsIOM. Nessuno dei sociologi di VTsIOM era tra queste nomine governative. In precedenza, VTsIOM aveva condotto oltre 1.000 sondaggi.
Quando la gestione di VTsIOM è stata cambiata in maniera forzata, alcuni dipendenti hanno lasciato il lavoro per avviare una nuova agenzia di sondaggi privata, che hanno chiamato Analytical Service VTsIOM (o VTsIOM-A). VTsIOM-A è stato ribattezzato successivamente "Yuri Levada Analytical Center" (o "Levada Center") nel marzo 2004.
Lilia Shevtsova, analista del Carnegie Moscow Center (istituito dal Carnegie Endowment for International Peace) che ha utilizzato le statistiche VTsIOM nel suo libro Putin's Russia, si è detta compiaciuta che Levada stesse cercando di mantenere l'indipendenza della sua ricerca.
Il Levada Center ha affermato che Vladimir Putin avrebbe tentato di interrompere l'attività dell'agenzia in quanto i sondaggi rivelavano che il suo indice di gradimento è notevolmente inferiore a quanto ampiamente riportato.

### Legge e persecuzione come agente straniero
Nel 2013 il Levada Center ha riferito di aver ricevuto dall'estero dall'1,5% al 3% del suo budget totale. È stato emesso un avviso pubblico che sarebbe stato idoneo per essere inserito nell'elenco degli "agenti stranieri" ai sensi della legge russa sugli agenti esteri. Levada ha dichiarato di aver sospeso i finanziamenti esteri nel 2013. Quando il Levada Center, il 1º settembre 2016, ha pubblicato i risultati di un sondaggio che avevano riscontrato un calo significativo del sostegno al partito al governo Russia Unita, la giustizia russa ha dichiarato che l'agenzia stava "svolgendo le funzioni di un agente straniero". Questo gli ha impedito di lavorare sulle elezioni parlamentari in Russia del 2016. Il direttore del Levada ha dichiarato che la designazione potrebbe significare che l'agenzia non avrebbe potuto continuare il proprio lavoro di sondaggista. "Questo manifesta l'aumento delle repressioni interne attuate dalla leadership del Paese", aveva detto alla TV Dožd' il direttore del centro, Lev Gudkov, secondo quanto riportato dal New York Times, "Se non annulleranno questa decisione, vorrà dire che il Levada Center dovrà smettere di funzionare, perché non puoi condurre sondaggi con una tale stigmatizzazione".

## Struttura
L'organizzazione non governativa Levada Analytical Center è stata inizialmente costituita nel 1987-1988 come "Centro di ricerca sull'opinione pubblica di tutta l'Unione" (VTsIOM). A causa di alcuni cambiamenti interni è stata ristabilita nel 2003 come organizzazione non governativa indipendente.
Il centro svolge sondaggi di opinione pubblica e di ricerca in campi quali sociologia, economia, psicologia e marketing. Con circa 50 persone nell'ufficio di Mosca, 80 supervisori sul campo nelle filiali regionali e circa 3000 intervistatori formati.
Il personale chiave sono ex dipendenti di VTsIOM e che hanno continuano il proprio lavoro nel Levada Center. Dal 2003 al 2006 il direttore è stato Yuri Levada, nel dicembre 2006 gli succede Lev Dmitrievitsch Gudkov.

## Valutazioni
- Secondo l'agenzia di rating Expert per il 2008 Levada-Center è tra le prime 30 società di ricerca leader in Russia.
- Nel luglio 2009, l'Associazione dei centri sociologici regionali "Gruppo 7/89" ha pubblicato i risultati della quinta ondata dello studio annuale "Top Research Companies - 2008", in cui il Levada-Center si è classificato al secondo posto.

## Organizzazione
Il Centro Levada ha rapporti di partnership con vari centri di ricerca regionali in Russia, nella CSI e negli Stati baltici. I loro partner e clienti sono aziende russe e internazionali senza scopo di lucro. Il Centro pubblica la rivista sociologica The Russian Public Opinion Herald.
Il Levada-Center è membro delle associazioni internazionali ESOMAR e ОIRОМ. Gli esperti del Levada-Center sono spesso membri di organizzazioni come la Liberal Mission Foundation, il Carnegie Endowment for International Peace, The Gorbachev Foundation, Memorial, Public Lectures of the Polit.ru Project, la Scuola superiore di Mosca di Scienze sociali ed economiche, il Centro pubblico di AD Sacharov e Chodorkovskij Readings.
Articoli, interviste e pareri di esperti pubblicati dal Levada-Center appaiono regolarmente sui media nazionali ed esteri, come Kommersant, Vedomosti, The Economist, The Wall Street Journal, The New York Times, ecc. Altre pubblicazioni sulla stampa scientifica e socialmente politica in Russia includono Pro et Contra, Otechestvenie zapiski, Social Studies and the Present, The New Times, Novaja Gazeta e Ogoniok.
Il Levada-Center è incluso nell'elenco dei centri analitici indipendenti d'Europa pubblicato da Freedom House. I dati pubblicati dal Levada-Center sono stati utilizzati per il Rapporto speciale dell'Economist sulla Russia. Collabora con il Levada-Center anche Radio Free Europe/Radio Liberty, il quale trasmette settimanalmente la trasmissione Public Opinion.
Nel 1988, il gruppo di ricerca di quello che in seguito divenne il Levada-Center condusse il primo studio sulle preferenze dei consumatori in URSS.